# Sajal Karmakar
Sajal Karmakar (* 1955 in Kalkutta, Westbengalen) ist ein indischer Tablaspieler.
Sajal Karmakar bekam seine erste Lektion von Sufal Hazra. Die letzten 20 Jahre war er unter der Führung von Shankar Ghosh. Seine Karriere begann im Alter von 13 Jahren mit einem Konzert in Sishu Mahal und dessen Übertragung in All India Radio. Er erhielt den ersten Preis im Internationalen Collegiate Oriental Music-Wettbewerb. Er war Bester und gewann zwei Goldmedaillen in den Disziplinen Sangeet Pravakar und Sangeet Praveen, organisiert von Allahabad Prayag Sangeet Samity.
Sajal Karmakar gab Konzerte in ganz Indien, wie z. B. in New Delhi, Bombay, Madras, Allahabad, Kanpur, Gauhati, Patna und Orissa. Außerhalb von Indien gab er mehr als 25 Konzerte in England, inklusive TV-Übertragungen von BBC und Granada. Seit vielen Jahren werden seine Konzerte über Rundfunk und All India Television übertragen. Sein letzter Europaaufenthalt wurde durch eine Einladung der BBC in England initiiert mit einem Abschlusskonzert in der Royal Albert Hall.